# George Cukor
George Dewey Cukor (ur. 7 lipca 1899 w Nowym Jorku, zm. 24 stycznia 1983 w Los Angeles) – amerykański reżyser filmowy i producent. Pięciokrotnie nominowany do Oscara za najlepszą reżyserię, statuetkę zdobył za film My Fair Lady (1964).

## Życiorys
Urodził się w rodzinie żydowskich imigrantów z Węgier. Karierę rozpoczął w 1918 jako asystent reżysera w teatrze w Chicago. W latach 20. był już znanym reżyserem na Broadwayu, rozpoczął praktykę Out-Of-Town-Try-Outs – wystawiania sztuk najpierw na próbę w innych miastach, przed premierą na Broadwayu. W 1929 przeszedł do Hollywood, współpracując z Ernstem Lubitschem. W latach 30. stał się znany głównie ze współpracy z Katharine Hepburn (reżyserował jej debiutancki film  A Bill of Divorcement) i z adaptacji literatury, jak David Copperfield. W 1939 rozpoczął filmowanie Przeminęło z wiatrem, dokończone następnie przez innych reżyserów. Cukor znany był też z eksponowania ról kobiecych w filmach.
W latach 50. i 60. wyreżyserował kilka udanych filmów – musicali, w tym Narodziny gwiazdy (1954) z Judy Garland i My Fair Lady (1964) z Audrey Hepburn, który przyniósł mu m.in. Oscara za reżyserię. Jego wcześniejsze filmy były kilkakrotnie nominowane do Oscara w różnych kategoriach, zyskując kilka statuetek.

## Filmografia
- Grumpy (1930)
- A Bill of Divorcement (1932)
- Małe kobietki (Little Women, 1933) (z Katharine Hepburn)
- David Copperfield (1935)
- Dama kameliowa (Camille, 1936) (z Gretą Garbo)
- Romeo i Julia (Romeo and Juliet, 1936)
- Kobiety (The Women, 1939),
- Filadelfijska opowieść (The Philadelphia Story, 1940) (James Stewart, Katharine Hepburn, Cary Grant)
- Dwulicowa kobieta (1941)
- Gasnący płomień (1944)
- Podwójne życie (1947)
- Żebro Adama (Adam’s Rib, 1949)
- Urodzeni wczoraj (Born Yesterday, 1950)
- Aktorka (1953)
- Narodziny gwiazdy (A Star is Born, 1954)
- My Fair Lady (1964)
- Pokochajmy się (Let's Make Love, 1960) (z Marilyn Monroe)
- Something Got's to Give (1962, niedokończony) (z Marilyn Monroe)
- Podróże z moją ciotką (1972)
- Błękitny ptak (1976)
- Bogate i sławne (1981)

## Nagrody
- Nagroda Akademii Filmowej Najlepsza reżyseria: 1965: My Fair Lady
- Złoty Glob Najlepsza reżyseria: 1965: My Fair Lady
- Nagroda BAFTA Najlepszy film: 1966: My Fair Lady
- Nagroda Emmy Najlepsza reżyseria miniserialu, filmu telewizyjnego lub dramatycznego programu specjalnego: 1975: Love Among the Ruins
- Nagroda na MFF w Wenecji 1982: Honorowy Złoty Lew: za całokształt twórczości